# Marek Blaza
Marek Jerzy Blaza (ur. 7 lutego 1970 w Chorzowie) – katolicki prezbiter, jezuita, trirytualista.

## Życiorys
W 1989 roku ukończył I Liceum Ogólnokształcącym im. Józefa Wieczorka w Świętochłowicach (obecnie: I Liceum Ogólnokształcące im. Jana Kochanowskiego) i wstąpił do Prowincji Polski Południowej Towarzystwa Jezusowego. W latach 1989–1991 odbył nowicjat w Starej Wsi. 20 sierpnia 1991 roku złożył pierwsze wieczyste śluby zakonne. W latach 1991–1994 studiował filozofię na Wydziale Filozoficznym Towarzystwa Jezusowego w Krakowie (obecnie Akademia Ignatianum w Krakowie).
W latach 1994–1996 odbywał praktykę duszpasterską (tzw. magisterkę) jako nauczyciel m.in. filozofii, kaligrafii, łaciny i języka rosyjskiego w męskim kolegium jezuickim Belvedere College w Dublinie (Irlandia). W latach 1996–1999 studiował teologię na Papieskim Wydziale Teologicznym, sekcja św. Andrzeja Boboli Collegium Bobolanum w Warszawie.
17 maja 1999 roku przyjął święcenia diakonatu. W latach 1999–2004 odbywał studia doktoranckie w Instytucie Ekumenicznym Wydziału Teologii na Katolickim Uniwersytecie Lubelskim im. Jana Pawła II. 29 czerwca 2000 przyjął święcenia kapłańskie. 8 grudnia 2007 roku złożył uroczystą profesję zakonną.

## Praca naukowa
Doktor habilitowany nauk teologicznych (specjalność teologia ekumeniczna), Stopień doktora uzyskany na podstawie rozprawy doktorskiej pt. Sakramenty inicjacji chrześcijańskiej w dialogu katolicko-prawosławnym (promotor: ks. prof. dr hab. Wacław Hryniewicz OMI). Stopień doktora habilitowanego uzyskany na podstawie pracy monograficznej Kościół w stanie epiklezy, Wydawnictwo WAM, Kraków, 2018 oraz dorobku naukowego. Praca ta zwyciężyła w konkursie „Książka Roku” ogłoszonym przez Komitet Nauk Teologicznych PAN na najlepszą polską publikację teologiczną 2018 roku.
12 maja 2020 r. został mianowany na stanowisko profesora Papieskiego Wydziału Teologicznego w Warszawie dekretem Wielkiego Kanclerza PWTW ks. abp. Metropolity Warszawskiego kard. Kazimierza Nycza. Kongregacja Wychowania Katolickiego wydała w tej sprawie nihil obstat 29 kwietnia 2020 roku.
Wykładowca teologii ekumenicznej i dogmatycznej na Papieskim Wydziale Teologicznym, sekcji św. Andrzeja Boboli Collegium Bobolanum w Warszawie, na Ukraińskim Uniwersytecie Katolickim i w Seminarium Greckokatolickim we Lwowie (Ukraina), w Wyższym Seminarium Duchownym Towarzystwa Chrystusowego dla Polonii Zagranicznej w Poznaniu oraz Kolegium Filozoficzno-Teologicznym Polskiej Prowincji Dominikanów. Wykładowca filozofii współczesnej kultury chrześcijaństwa w Studium Europy Wschodniej Uniwersytetu Warszawskiego. Autor licznych artykułów z dziedziny teologii i liturgii, zwłaszcza dotyczących Kościołów wschodnich, zarówno katolickich, jak prawosławnych.
Poliglota, oprócz języka polskiego posługuje się dialektem śląskim, greckim koine, łaciną, cerkiewnosłowiańskim, angielskim, francuskim, rumuńskim, rosyjskim, ukraińskim i chorwackim.

## Duszpasterstwo
Dekretem Metropolity Przemysko-Warszawskiego arcybiskupa Jana Martyniaka z dnia 4 kwietnia 2007 został ustanowiony duszpasterzem akademickim dla warszawskich studentów-grekokatolików. Pomaga w duszpasterstwie parafii greckokatolickiej pw. bł. Mikołaja Czarneckiego w Warszawie.
W dniach 2-12 września 2017 roku w Brzuchowicach pod Lwowem pełnił funkcję kaznodziei na Synodzie Biskupów Ukraińskiego Kościoła Greckokatolickiego.

## Ważniejsze publikacje
- Jak wierzysz? Sakramenty inicjacji chrześcijańskiej w dialogu katolicko-prawosławnym, WAM, Kraków 2005, ss.460.
- Komunia św. wielkanocna: smutny obowiązek czy punkt wyjścia? w: "Pięć słów Kościoła", Rhetos, Warszawa 2005 s.59-86.
- Pluralizm modeli inicjacji chrześcijańskiej w Kościele pierwotnym w: "Przekroczyć próg Kościoła. Tydzień Eklezjologiczny 2005", KUL, Lublin 2005, s.21-47.
- Czy Kościołowi katolickiemu nie jest już potrzebny patriarcha Zachodu? Eklezjologiczno-ekumeniczna refleksja w kontekście usunięcia tytułu patriarchy Zachodu w Roczniku Papieskim (Annuario Pontificio) 2006, "Studia Bobolanum" 2:2006, s.5-74.
- Razem z Dariusz Kowalczyk SJ, Traktat o sakramentach w: "Dogmatyka", t.5., Biblioteka Więzi, Warszawa 2007, s.215-575.
- Pochodzenie i rozwój historyczny litii w bizantyńskiej tradycji liturgicznej. W: Byzantina Europaea. Księga jubileuszowa ofiarowana profesorowi Waldemarowi Ceranowi, Wydawnictwo Uniwersytetu Łódzkiego, Łódź 2007, s.41-52.
- Kościół w stanie epiklezy, Wydawnictwo WAM, Kraków 2018.